# Notosudidae
I Notosudidae sono una famiglia di pesci ossei marini dell'ordine Aulopiformes.

## Distribuzione e habitat
La famiglia è presente in gran parte degli oceani, sono particolarmente comuni nelle acque antartiche. Nessuna specie è presente nel mar Mediterraneo. Molte specie sono abissali ma altre si possono trovare in acque più basse, nel piano circalitorale.

## Descrizione
L'aspetto di questi pesci è allungato e sottile, con occhi e bocca grandi. Le pinne non hanno raggi spinosi: la dorsale è posta a metà del corpo ed è seguita da una piccola pinna adiposa; la pinna anale è arretrata. La pinna caudale è biloba. Le pinne pettorali e le ventrali sono ampie, queste ultime sono poste in posizione addominale, appena anteriormente alla dorsale.
Non sono presenti fotofori né la vescica natatoria.
La specie di maggiori dimensioni è Scopelosaurus hamiltoni che raggiunge i 50 cm.

## Biologia
Poco nota.

## Specie
- Genere Ahliesaurus
  - Ahliesaurus berryi
  - Ahliesaurus brevis
- Genere Luciosudis
  - Luciosudis normani
- Genere Scopelosaurus
  - Scopelosaurus adleri
  - Scopelosaurus ahlstromi
  - Scopelosaurus argenteus
  - Scopelosaurus craddocki
  - Scopelosaurus gibbsi
  - Scopelosaurus hamiltoni
  - Scopelosaurus harryi
  - Scopelosaurus herwigi
  - Scopelosaurus hoedti
  - Scopelosaurus hubbsi
  - Scopelosaurus lepidus
  - Scopelosaurus mauli
  - Scopelosaurus meadi
  - Scopelosaurus smithii[2]